# Parafia św. Stanisława Kostki w Żebrach-Perosach
Parafia pw. Świętego Stanisława Kostki w Żebrach-Perosach – parafia rzymskokatolicka należąca do dekanatu Ostrołęka – Nawiedzenia Najświętszej Maryi Panny, diecezji łomżyńskiej, metropolii białostockiej. Erygowana została w 1978 roku. Jest prowadzona przez księży diecezjalnych.

## Zasięg parafii
Do parafii należą wierni z następujących miejscowości: Żebry-Perosy, Dobrołęka (część), Kołaki, Sadykierz, Strzemieczne-Hieronimy, Strzemieczne-Oleksy, Strzemieczne-Wiosny, Żebry-Sławki, Żebry-Stara Wieś, Żebry-Żabin, Żerań Duży i Żerań Mały. 